# Schizotricha frutescens
Schizotricha frutescens är en nässeldjursart som först beskrevs av Ellis och Daniel Solander 1786. Enligt Catalogue of Life ingår Schizotricha frutescens i släktet Schizotricha och familjen Halopterididae, men enligt Dyntaxa är tillhörigheten istället släktet Schizotricha och familjen Plumularidae. Arten är reproducerande i Sverige. Inga underarter finns listade i Catalogue of Life.